# Park Narodowy Pù Mát
Park Narodowy Pù Mát (wiet. Vườn quốc gia Pù Mát) – park narodowy położony w prowincji Nghệ An w Wietnamie, około 130 km od miasta Vinh.
Park założony został 8 listopada 2001 i zajmuje obszar 911,13 km². Rośnie tu 2461 gatunków roślin. Spośród 241 gatunków ssaków zamieszkujących park 5 jest endemitami unikatowymi dla obszaru Indochin. Liczba turystów odwiedzających rocznie park wynosi ok. 1000 osób.